# Katana (серия комиксов)
Katana — серия комиксов, которую в 2013 году издавала компания DC Comics.

## Синопсис
Серия повествует о заглавной героине, примкнувшей к Аутсайдерам.

### Выпуски
| №  | Название                     | Дата выхода     | Кол-во страниц | Оценка на Comic Book Roundup    | Предполагаемый объём продаж (первый месяц) |
| -- | ---------------------------- | --------------- | -------------- | ------------------------------- | ------------------------------------------ |
| 1  | Way of the Outsider          | 13 февраля 2013 | 32             | 6,7 из 10 на основе 20 рецензий | 27 021, позиция в Северной Америке — 80    |
| 2  | Hire Your Enemy              | 13 марта 2013   | 32             | 5,7 из 10 на основе 7 рецензий  | 19 247, позиция в Северной Америке — 114   |
| 3  | Killing and Other Bad Habits | 24 апреля 2013  | 32             | 4,6 из 10 на основе 5 рецензий  | 16 157, позиция в Северной Америке — 127   |
| 4  | Creep                        | 8 мая 2013      | 32             | 2,5 из 10 на основе 2 рецензий  | 14 804, позиция в Северной Америке — 152   |
| 5  | Born to Kill                 | 12 июня 2013    | 32             | 6 из 10 на основе 1 рецензии    | 12 998, позиция в Северной Америке — 160   |
| 6  | Swagger                      | 10 июля 2013    | 32             | 7 из 10 на основе 1 рецензии    | 11 346, позиция в Северной Америке — 196   |
| 7  | What Happened That Night?    | 14 августа 2013 | 32             | 4,7 из 10 на основе 3 рецензий  | 10 386, позиция в Северной Америке — 172   |
| 8  | The Tightening Coil          | 9 октября 2013  | 32             | 4,9 из 10 на основе 4 рецензий  | 9 392, позиция в Северной Америке — 233    |
| 9  | Ghost Warriors               | 13 ноября 2013  | 32             | 3,2 из 10 на основе 3 рецензий  | 8 542, позиция в Северной Америке — 218    |
| 10 | Machine Gun Shun             | 11 декабря 2013 | 32             | 4,3 из 10 на основе 3 рецензий  | 7 856, позиция в Северной Америке — 232    |

### Сборники
| Название          | Тип            | Дата выхода     | Собранный материал                                  | Кол-во страниц | ISBN                       | Предполагаемый объём продаж (первый месяц) |
| ----------------- | -------------- | --------------- | --------------------------------------------------- | -------------- | -------------------------- | ------------------------------------------ |
| Vol. 1: Soultaker | Мягкая обложка | 20 августа 2014 | Katana #1-10, Justice League Dark #23.1 The Creeper | 256            | 978-1401244118, 1401244114 | 1 054, позиция в Северной Америке — 87     |

## Отзывы
На сайте Comic Book Roundup серия имеет оценку 5 из 10 на основе 49 рецензий. Мелисса Грей из IGN дала первому выпуску 5 баллов с половиной из 10 и посчитала, что он «страдает от довольно странного темпа [повествования]». Дуг Завиша из Comic Book Resources писал, что этот комикс даёт главной героине шанс «обрести некоторую глубину». Джаррет Круз из Den of Geek поставил дебюту оценку 5 из 10 и отметил, что сюжет «запутан и рассказывается не в традиционном повествовательном стиле». Аарон Дюран из Newsarama присвоил первому выпуску 6 баллов из 10 и подчеркнул, что у Катаны «есть потенциал стать забавным персонажем». Сара Лима из Comic Vine вручила дебюту 3 звезды из 5 и написала, что «в этом выпуске были замечательные моменты, когда диалоги и повествование были довольно сильными, но были и другие моменты, когда они действительно не работали».